# Bellevue (Nebraska)
Bellevue liegt im US-Bundesstaat Nebraska im Sarpy County. Es ist die älteste und drittgrößte Stadt des gesamten Staates.

## Lage
Die Stadt liegt direkt an der Grenze Nebraskas zu Iowa und nur rund zwölf Kilometer südlich von Omaha. Die Nebraska State Route 370 verläuft von Ost nach West durch die Stadt.

## Geschichte
Bellevue entstand aus einem 1822 von der „Missouri Fur Company“ gegründeten Pelzhandelsposten. Den Namen erhielt es von den ersten Siedlern, die von der schönen Sicht (französisch: „belle vue“) über den Missouri River beeindruckt waren. In den 1850er Jahren erlebte Bellevue einen Bauboom, im Zuge dessen eine Presbyterianische Kirche, ein Hotel, eine Bank und Privatwohnungen gebaut wurden. Am 23. Februar 1855 wurde Bellevue offiziell eine selbstverwaltete Stadt. Da aber Omaha zur Hauptstadt des Gebietes erhoben wurde, sanken Bellevues Einwohnerzahlen wieder. Erst die Gründung des Bellevue College in den 1880er Jahren und die Fertigstellung des Fort Crook durch die United States Army im Jahre 1896 sicherte seine Existenz. 1921 wurde Fort Crook um einen Flugplatz erweitert und 1924 in Offutt Field umbenannt. 1948 wurde es zur Offutt Air Force Base und sicherte Arbeit in der Region. Von 1940 bis 1970 stieg daher die Einwohnerzahl Bellevues von 1.200 auf über 20.000.

### Demografie
Laut dem United States Census 2010 hat Bellevue 50.137 Einwohner.